# Julius Falkenstein (Afrikaforscher)

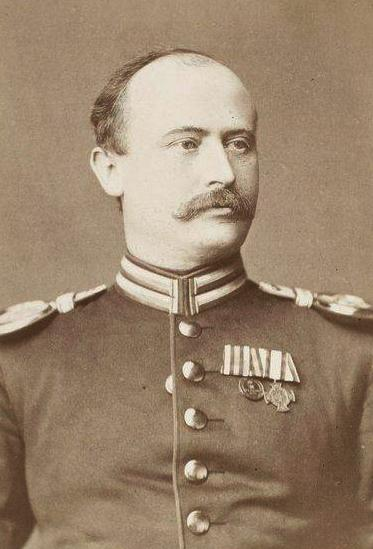
Julius Falkenstein

Julius Falkenstein (* 1. Juli 1842 in Berlin; † 1. Juli 1917 in Lichterfelde) war ein deutscher Arzt und Afrikareisender.

## Leben
Julius Falkenstein wurde als Sohn eines praktischen Arztes geboren. Nachdem er am französischen Gymnasium in Berlin sein Abitur abgelegt hatte, immatrikulierte er sich für das Fach Medizin am Medicinisch-chirurgischen Friedrich-Wilhelm-Institut. Als Nebenfach wählte Falkenstein Zoologie. 1863, im Jahr seines Studienbeginns, wurde er Mitglied des Corps Normannia Berlin. Am Deutschen Krieg (1866) nahm er als Unterarzt teil. Das Studium schloss er 1867 mit dem Staatsexamen ab. Mit einer Doktorarbeit über den Bauchtyphus wurde er zum Dr. med. promoviert. Im Deutsch-Französischen Krieg 1870/71 avancierte er zum Assistenzarzt. Generalarzt Gustav von Lauer berief ihn zu seinem persönlichen Assistenten.
1873 wurde Falkenstein von der Afrikanischen Gesellschaft eingeladen, an der deutschen Expedition in das Königreich Loango teilzunehmen. Als Militärarzt betreute er bei dieser nach Paul Güßfeldt benannten Unternehmung die Expeditionsgesellschaft. Nachdem die Expedition wiederholt nicht ins Landesinnere vordringen konnte, wurde sie am 7. Juli 1875 nach Europa eingeschifft. Falkenstein blieb allerdings zusammen mit Otto Lindner und Eduard Pechuel-Loesche noch vor Ort und unterstützten Anfang Januar 1876 die französische Missionsstation der Missionsgesellschaft vom Heiligen Geist in Landana gegen indigene Angreifer. Von dort aus schiffte sich der Rest der deutschen wissenschaftlichen Mission am 5. Mai 1876 nach Europa ein.
Nach Deutschland brachte er nicht nur wertvolle Forschungsergebnisse, sondern auch M’Pungu, den zweiten Gorilla, der Europa lebend erreichte. Falkenstein lebte von 1879 bis 1887 in Berlin und half, die Ergebnisse der Expedition auszuwerten. Am 15. August 1881 gründete er in Berlin  den Allgemeinen Deutschen Schulverein zur Erhaltung des Deutschtums im Auslande. Ab 1887 war er als Oberstabsarzt an der Hauptkadettenanstalt in Groß-Lichterfelde tätig. Er ging 1890 in Pension und ließ sich in der Villenkolonie Lichterfelde nieder. 1895 als Oberstabsarzt I. Klasse und als Geheimer Sanitätsrat charakterisiert, starb er an seinem 75. Geburtstag.
Ihm zu Ehren wurde der Falkensteinbülbül (Chlorocichla falkensteini) benannt.

## Veröffentlichungen
- Afrikanisches Album, die Loangoküste in 72 Originalphotographien, nebst erläuterndem Text, Verlag von J. F. Stiehm, Berlin 1876
- M-pungu. In: Die Gartenlaube. Heft 33, 1876, S. 556–558 (Volltext [Wikisource]).
- Über das Verhalten der Haut in den Tropen (in Virchows „Archiv“ 1877)
- die zweite Abteilung des Werkes der Loango-Expedition, Leipzig 1879
- Ärztlicher Ratgeber für Seeleute, Kolonisten etc., 2. Auflage, Berlin 1883
- Die Zukunft der Congo- und Guineagebiete, Weimar 1884
- Afrikas Westküste vom Ogowe bis zum Damara-Land, Leipzig 1885